# 小行星7514
小行星7514（英語：7514）是一颗围绕太阳公转的小行星。1986年3月7日，M. Inoue、村松修、浦田武在小淵澤发现了此天体。
这颗小行星的绝对星等为173.22608等。